# Heute und Morgen
Heute und Morgen war eine Literatur- und Kulturzeitschrift in der SBZ/DDR. Sie erschien monatlich von 1947 bis 1954 im Petermänken-Verlag in Schwerin und wurde von Willi Bredel herausgegeben. Sie sollte nach dem Ende des Zweiten Weltkriegs „einen Weg aus dem Heute in das Morgen“ suchen. Die Auflage lag um die 10.000 Exemplare mit starken Schwankungen. Das mecklenburgische Volksbildungsministerium nahm 2.000 Exemplare ab. Der Kern der Mitarbeiter rekrutierte sich aus der Führungsetage des mecklenburgischen Kulturbundes, die dafür sorgten, dass das Blatt einen starken Bezug zu tagespolitischen und regionalen Themen hatte.
Die Zeitschrift verbreitete sozialistische und antifaschistisch-demokratische Literatur: Gedichte, Erzählungen, Skizzen etc. Sie förderte auch die Literaten der frühen DDR, dazu gehörten Autoren wie Adolf Endler, Regina Hastedt, Karl Kleinschmidt, Rudolf Leonhard, Adam Scharrer, René Schwachhofer, Günter Spranger, Walther Victor, Ehm Welk und Franz Carl Weiskopf.

## Quelle
- Herbert Greiner-Mai: Heute und Morgen. In: Herbert Greiner-Mai (Hg.): Kleines Wörterbuch der Weltliteratur. VEB Bibliographisches Institut Leipzig 1983. S. 122.